# Cap Anson
Adrian Constantine Anson, detto Cap (Marshalltown, 17 aprile 1852 – Chicago, 14 aprile 1922), è stato un giocatore di baseball e allenatore di baseball statunitense.

## Biografia
Figura predominante del baseball del XIX secolo, Adrian "Cap" Anson giocò sia nella National Association (NA) che nella National League (NA). Tra i suoi record quello di aver giocato 27 stagioni nel baseball professionistico, uguagliato solo da Nolan Ryan nel 1993.
Per la maggior parte della sua carriera, dal 1876 al 1897, giocò nella squadra di Chicago affiliata alla National League (gli attuali Chicago Cubs), chiamati prima Chicago White Stockings, poi Chicago Colts. Dal 1879 ricoprì il doppio ruolo di giocatore e manager, come aveva già fatto per una stagione, nel 1875, con i Philadelphia Athletics.
Come giocatore, fu impiegato prevalentemente nel ruolo di prima base, con 2152 partite giocate in tale posizione su un totale di 2524 disputate in carriera. La sua media battuta vita fu di .334, con 24 stagioni oltre .300, 3435 valide e 4 titoli di campione della battuta della National League. Con 2045 punti battuti a casa, è al terzo posto nella classifica di tutti i tempi della Major League Baseball (MLB) per tale statistica.
Come manager guidò Chicago alla vittoria di 5 pennant della National League (1880, 1881, 1882, 1885, e 1886). Non riuscì mai a vincere l'equivalente delle attuali World Series, che si disputarono nel 1885 e nel 1886.
Dopo il ritiro dal baseball giocato, fu per una stagione il manager dei New York Giants nel 1898.
Cap Anson viene considerato uno dei più grandi giocatori della sua epoca e una delle prime stelle del baseball.
Le sue influenza e prestigio, nel periodo a lui contemporaneo, vengono considerate dagli storici come fattori di rilievo che portarono all'istituzione della segregazione razziale nel baseball professionistico statunitense che durò fino al 1947, quando Jackie Robinson divenne il primo afro-americano a giocare in Major League.
Nel 1939 è stato eletto membro della Baseball Hall of Fame statunitense.